# Euxoa pseudoberliozi
Euxoa pseudoberliozi là một loài bướm đêm trong họ Noctuidae.